# Paula Cisneros
Paula Cisneros (Extremadura, 2008 — 17 de desembre de 2024) va ser una creadora de contingut espanyola que va destacar per la seva tasca en visibilitzar la síndrome de Down a les xarxes socials. Amb 16 anys, va morir a causa d'un sarcoma contra el qual havia lluitat durant un any. Coneguda com @Yolopuedotodo a les xarxes, va assolir una gran popularitat amb contingut enfocat en la seva vida quotidiana, la moda i les rutines de cura personal. Va utilitzar les seves plataformes per transmetre un missatge d'inclusió i apoderament, destacant que, malgrat les limitacions, les persones amb síndrome de Down tenen moltes capacitats. Va acumular uns dos milions de seguidors a TikTok i uns 600.000 a Instagram.
L'any 2022, Cisneros va rebre un dels guardons «Mujeres que rompen» de la delegació del govern a Extremadura pel seu compromís amb la visibilització de la síndrome de Down. A més, ella i la seva germana Sara Cisneros, també influencer, van participar en programes de televisió. Paula va desfilar a la Mercedes Benz Fashion Week de Madrid i va participar en les campanades de Cap d'Any emeses per Canal Extremadura TV. Descrita per la seva germana com la noia del somriure etern, la seva passió per la moda i el seu esperit positiu van ser una font d'inspiració per a moltes persones. Durant la seva lluita contra el sarcoma, va compartir el procés amb missatges d'esperança, arribant a connectar profundament amb els seus seguidors.